# Gropparello
Gropparello är en ort och kommun i provinsen Piacenza i regionen Emilia-Romagna i Italien. Kommunen hade 2 243 invånare (2018).